# Ocland (gmina)
Ocland – gmina w Rumunii, w okręgu Harghita. Obejmuje miejscowości Crăciunel, Ocland i Satu Nou. W 2011 roku liczyła 1293 mieszkańców.